# Uniwersytet Abdullaha Güla
Uniwersytet Abdullaha Güla (tur.  Abdullah Gül Üniversitesi, AGÜ) – turecka publiczna uczelnia wyższa.
Propozycję utworzenia uniwersytetu w Kayseri, wysunęła Rada Miasta w 2007 roku. Uczelnia została formalnie utworzona 21 lipca 2010, a pierwszych studentów przyjęła w roku akademickim 2013/2014. Patronem uniwersytetu został Abdullah Gül, ówczesny prezydent Turcji, pochodzący z Kayseri.    
W skład uczelni wchodzą następujące jednostki administracyjne:
- Wydział Architektury
- Wydział Inżynierii
- Wydział Nauk Humanistycznych i Społecznych
- Wydział Nauk Przyrodniczych
- Wydział Nauk o Zarządzaniu